# مظاهرات جامعة ميسيسيبي المؤيدة لفلسطين 2024
وقعت بتاريخ 2 مايو 2024، مواجهات بين الطلاب المتظاهرين المؤيدين لفلسطين في الإبادة الجماعي وبعض من طلاب جامعة ميسيسيبي الرافضين للدعم في حرم الجامعة في أكسفورد، ميسيسيبي.  وصور بعض المارة مقاطع فيديو ونشروها للمواجهة، من بينها حادثة قيام طالب معارض للمظاهرات بتقليد قرد أمام طالب دراسات عليا أسود. 

## ردود الأفعال
أشاد الممثل مايك كولينز بالفيديو علنًا. 
أعلنت أخوية فاي دلتا ثيتا أنه تمت إزالة العضو الذي تم تصويره وهو يقلد ويصدر أصوات قرد تجاه متظاهر أسود من الأخوية. 